# القلیعه، مرجعیون
القلیعه (به عربی: القليعة) یک منطقهٔ مسکونی در لبنان است که در شهرستان مرجعیون واقع شده‌است.
 القلیعه   ۶۶۰ متر بالاتر از سطح دریا واقع شده‌است.